# John Paul Jones (nhạc sĩ)
John Baldwin, được biết tới nhiều nhất với nghệ danh John Paul Jones, JPJ hay Jonesy, sinh ngày 3 tháng 1 năm 1946, là một nhạc công đa nhạc cụ, nhạc sĩ, nghệ sĩ hòa âm và nhà sản xuất người Anh. Ngoài việc nổi tiếng trong vai trò là tay bass, keyboard và sáng tác cho Led Zeppelin, Jones cũng có cho mình một sự nghiệp solo thành công. Suốt sự nghiệp của mình, ông đã chơi chơi rất nhiều nhạc cụ như guitar, koto, lap steel guitar, mandolin, autoharp, violin, ukulele, sitar, cello, continuum, đặc biệt với 3 phần ghi đè trong ca khúc nổi tiếng nhất của Led Zeppelin, "Stairway to Heaven".
Allmusic miêu tả Jones "đã ghi tên mình vào lịch sử rock 'n' roll trong vai trò một nhạc công, nghệ sĩ hòa âm và đạo diễn rất cách tân". Rất nhiều nhạc công và nghệ sĩ khác đã lấy cảm hứng từ John Paul Jones, có thể kể tới John Deacon, Geddy Lee, Steve Harris, Flea, Gene Simmons, và Krist Novoselic. Jones hiện tại đang là thành viên của Them Crooked Vultures cùng Josh Homme và Dave Grohl, trong đó ông chơi bass, keyboard và nhiều nhạc cụ khác nữa.
Ông được độc giả tờ Rolling Stone chọn là tay bass xuất sắc thứ sáu của mọi thời đại.

## Danh sách đĩa nhạc
Solo
- Scream for Help (1985) – soundtrack
- The Sporting Life (1994) cùng Diamanda Galás
- Zooma (1999)
- The Thunderthief (2001)

Cùng Them Crooked Vultures
- Them Crooked Vultures (2009)

Cùng Seasick Steve
- You Can't Teach an Old Dog New Tricks (2011)
- Hubcap Music (2013)

## Danh sách phim
- The Song Remains the Same (1976)
- Give My Regards to Broad Street (1984)
- Scream for Help (1984) – sáng tác
- The Secret Adventures of Tom Thumb (1993) – sáng tác
- Risk (1994) – sáng tác
- Celebration Day (2012)